# 1966–1967-es magyar jégkorongbajnokság
A 30. első osztályú jégkorongbajnokságban nyolc csapat indult el. A mérkőzéseket 1966. november 5. és 1967. március 9. között a Kisstadionban valamint a Megyeri úti jégpályán rendezték meg.

## Az alapszakasz végeredménye
|    | Csapat        | M  | GY | D | V  | GK     | Pont |
| -- | ------------- | -- | -- | - | -- | ------ | ---- |
| 1. | Ferencváros   | 14 | 12 | 1 | 1  | 115-23 | 25   |
| 2. | BVSC          | 14 | 11 | 3 | 0  | 88-22  | 25   |
| 3. | Újpest Dózsa  | 14 | 10 | 2 | 2  | 141-34 | 22   |
| 4. | Vörös Meteor  | 14 | 6  | 2 | 6  | 48-66  | 14   |
| 5. | Bp. Építők    | 14 | 4  | 1 | 9  | 27-83  | 9    |
| 6. | Bp. Spartacus | 14 | 2  | 2 | 10 | 34-89  | 6    |
| 7. | Bp. Előre     | 14 | 2  | 2 | 10 | 37-93  | 6    |
| 8. | Bp. Postás    | 14 | 1  | 3 | 10 | 40-120 | 5    |

## A rájátszás végeredménye

### 1-4. helyért
|    | Csapat       | M  | GY | D | V  | GK     | Pont |
| -- | ------------ | -- | -- | - | -- | ------ | ---- |
| 1. | Ferencváros  | 20 | 16 | 1 | 3  | 140-39 | 33   |
| 2. | BVSC         | 20 | 15 | 3 | 2  | 114-44 | 33   |
| 3. | Újpest Dózsa | 20 | 14 | 2 | 4  | 175-52 | 28   |
| 4. | Vörös Meteor | 20 | 6  | 2 | 12 | 56-103 | 14   |

### 5-8. helyért
|    | Csapat        | M  | GY | D | V  | GK     | Pont |
| -- | ------------- | -- | -- | - | -- | ------ | ---- |
| 5. | Bp. Építők    | 20 | 16 | 1 | 3  | 54-103 | 17   |
| 6. | Bp. Postás    | 20 | 5  | 3 | 12 | 77-145 | 13   |
| 7. | Bp. Előre     | 20 | 4  | 2 | 14 | 54-116 | 10   |
| 8. | Bp. Spartacus | 20 | 4  | 2 | 14 | 57-125 | 10   |

## A bajnokság végeredménye
1. Ferencvárosi TC

2. BVSC

3. Újpest Dózsa

4. Vörös Meteor

5. Budapesti Építők

6. Budapesti Postás

7. Budapest Előre

8. Budapest Spartacus

## A Ferencváros bajnokcsapata
Csánk László, Gódor János, Horváth Zoltán, Jakabházy László, Kassai György, Kiss-Szabó István, Major Ernő, Menyhárt Gáspár, Póth János, Pozsonyi Lajos, Raffa György, Ránki Péter, Schwalm Béla, Simon László, Treplán Béla, Zádor István, Ziegler János, Ziegler Péter
Edző: dr. Miks Károly